# Statua dell'Immacolata (Messina)

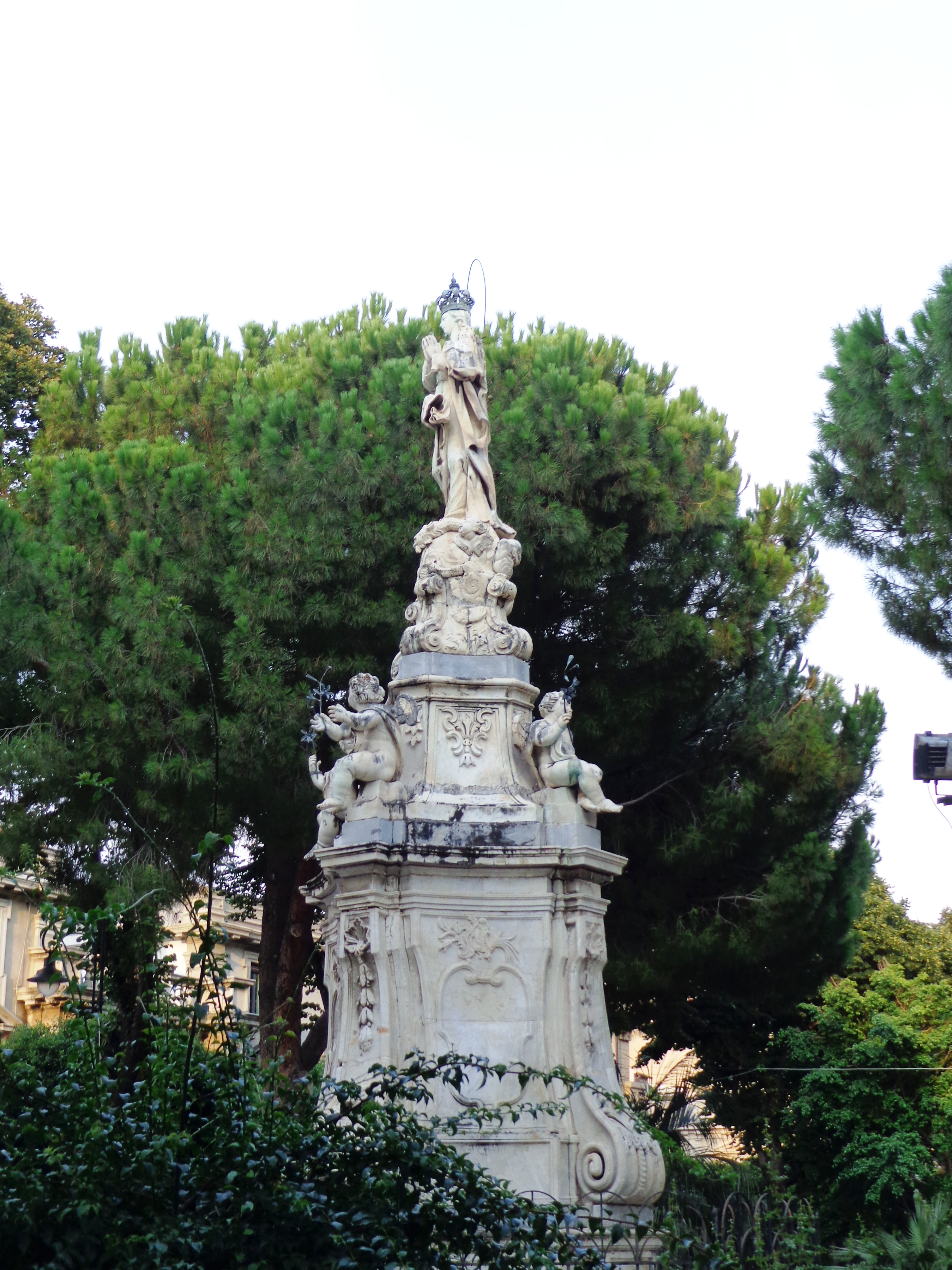
Guglia dell'Immacolata vista dal Campanile

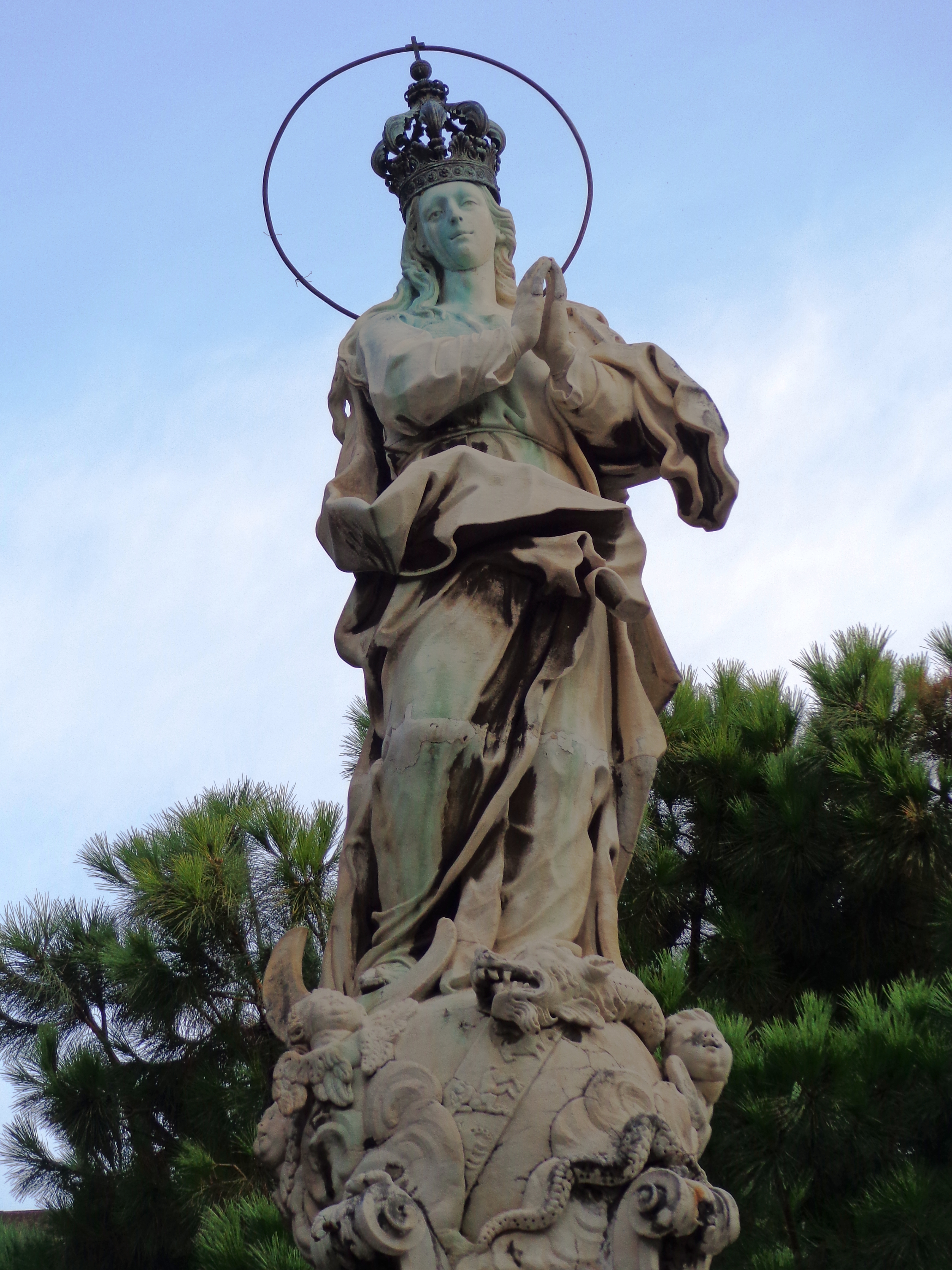
Guglia dell'Immacolata, dettaglio della Statua

La colonna dell'Immacolata o statua dell'Immacolata o guglia dell'Immacolata o obelisco dell'Immacolata è un monumento di Messina posto in piazza dell'Immacolata familiarmente conosciuta e denominata in città come piazza Immacolata di Marmo, ubicata sul lato nord della cattedrale alle spalle del campanile.

## Storia
La statua realizzata nel 1757, inaugurata l'8 dicembre dello stesso anno, l'intero monumento completato nel 1758, scultura di marmo bianco del messinese Giuseppe Buceti come risulta da targa incastonata nella stele, eretta in segno di gratitudine della città alla Vergine dopo che alcuni personaggi viventi erano precipitati dal carro della "Vara", durante la tradizionale processione del 15 agosto, rimanendo miracolosamente illesi.  Originariamente la statua fu collocata in piazza della Concezione, già del Pentidattilo, di fronte alla chiesa di San Nicolò dei Gentiluomini, nell'attuale assetto urbano corrispondente all'area ove sorge il palazzo della Provincia e la via Loggia dei Mercanti. L'attribuzione dell'opera a Giuseppe Buceti figlio di Ignazio Buceti entrambi scultori, è supportata dalla morte di quest'ultimo avvenuta presumibilmente circa tre lustri prima della commissione della scultura.
Durante l'evento sismico conosciuto come terremoto della Calabria meridionale del 1783 riporta seri danni, nel 1815 il basamento subisce un primo restauro generale. Col terremoto di Messina del 1908 l'intero complesso resta integro e scampa alla rovinosa distruzione delle adiacenti costruzioni di via Cavour, mentre nelle immediate vicinanze di piazza Duomo collassano la cattedrale e il campanile .
Col riassetto urbanistico dovuto alla ricostruzione, è trasferita nella sede attuale alle spalle dei monumenti ricostruiti, simboli della città ma, ancora una volta un'altra pagina nera della storia mina il fulcro storico, religioso, monumentale e artistico di Messina: i bombardamenti del secondo conflitto mondiale 1941 - 1943. La notte del 13 giugno 1943 la Cattedrale è centrata da ordigni incendiari che riducono in cenere le parti di legno sventrandone il soffitto: la guglia è risparmiata dalla pioggia di proiettili, dal fuoco devastatore e da possibili crolli di macerie. Nel 1981 per opera di Francesco Finocchiaro l'insieme è sottoposto a un ulteriore restauro generale e per l'occasione è realizzata la nuova cancellata opera di Enrico Bellantoni.

## Stile
Su una poderosa base quadrata con contrafforti lungo gli spigoli del primo ordine, quattro massicce volute con i riccioli interni verso il basso smussano gli spigoli del tronco di piramide del secondo ordine, all'interno delle facce cornici contenenti iscrizioni, una l'elenco dei Senatori committenti, una attestante il restauro del XIX secolo e la più importante recante il testo di dedicazione:
"VIRGINI DEI GENITRICI PRIMIGENÆ LABIS EXPERTI SENATUS POPVLIQVE MAMERTINI PERVETVSTA PIETAS AC RELIGIO A.D. MDCCLVIII".
Ai vertici del tronco di piramide del terzo ordine quattro pingui putti alati reggono in mano dei fiori in bronzo e simboli mariani, altre quattro volute sono sormontate dal globo terrestre fasciato dai segni dello zodiaco, decorato con teste di putti e il drago in luogo del serpente che insidia il tallone sinistro della figura mentre il piede destro appoggia su una falce di luna, sulla sfera si eleva la meravigliosa statua dell'Immacolata dai panneggi drappeggiati dal forte stile barocco. Sono presenti fregi, decori e festoni dalla connotazione vagamente rococò, completano l'opera l'aureola e la corona bronzea che cingono il capo della Vergine. Nel corso dei secoli ripetuti eventi bellici, numerosi cataclismi hanno colpito Messina e interessato il monumento, lungo i 14 metri della sua altezza la presenza di molteplici interventi di restauro.

## Culto

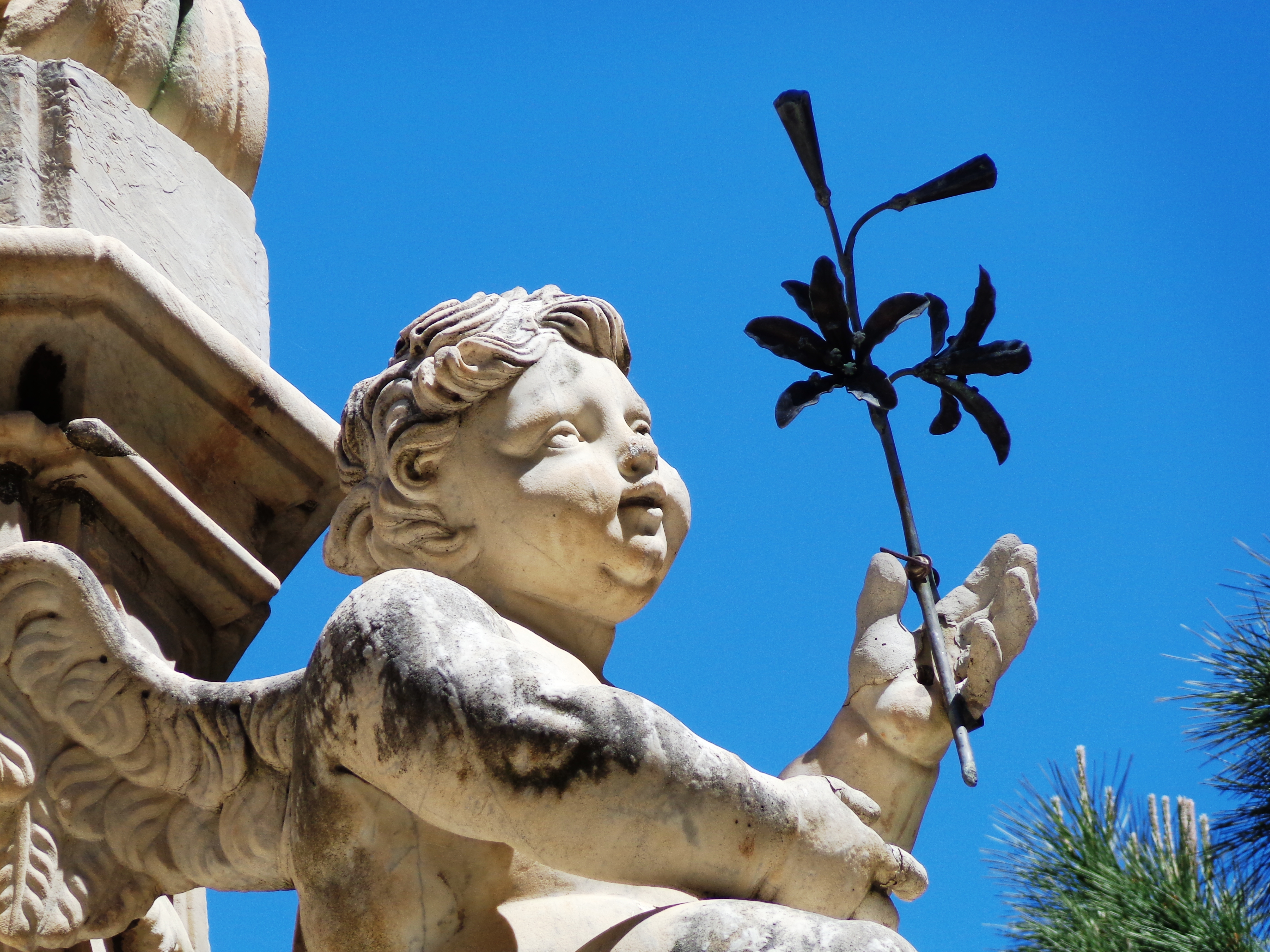
Statua dell'Immacolata, particolare

Patrona particolare della città per volontà del Senato di Messina dal 1647, patrona principale del Regno delle Due Sicilie ed attuale patrona della Sicilia. Ogni anno, l'8 dicembre dopo la celebrazione della messa solenne in cattedrale, presenti l'arcivescovo, i rappresentanti del clero, dei capitoli della cattedrale e dell'archimandritato, degli istituti religiosi e dell'apostolato dei laici, le autorità del Comune offrono una corona di fiori, tributo della città e dell'arcidiocesi all'Immacolata, omaggio che tradizionalmente è posto dai vigili del fuoco sulla testa della statua della Vergine. Ulteriori omaggi floreali sono deposti ai piedi della scultura marmorea e alla base del monumento.
I riti della deposizione dei fiori sono comuni alle manifestazioni effettuate presso la colonna dell'Immacolata in piazza di Spagna a Roma in occasione della ricorrenza del dogma dell'Immacolata Concezione stabilito dalla Chiesa cattolica nel 1854, alla colonna dell'Immacolata in piazza San Domenico a Palermo, nella quale vengono effettuati l'8 Dicembre due omaggi floreali, alle 7 del mattino dai liberi cittadini ponendo nell'inferriata i tradizionali mazzetti di violette e i cuscini dalle associazioni cattoliche e di volontariato, e nel pomeriggio l'omaggio floreale dell'intera città per mezzo dei Vigli del Fuoco, quando in piazza S. Domenico ai pedi della Colonna della Madonna, giunge il corteo processionale del preziosissimo Simulacro Argenteo dell'Immacolata Patrona Primaria della Città di Palermo e della Sicilia, alla stelle dell'Immacolata in Piazza Duomo a Monreale e ancora alla guglia dell'Immacolata in piazza del Gesù Nuovo a Napoli in Spaccanapoli, quest'ultimo monumento al quale, con tutta probabilità il Buceti, per somiglianza di stile e forme, ha tratto ispirazione.